# 高山猪殃殃
高山猪殃殃（学名：Galium maborasense）为茜草科拉拉藤属下的一个种。

## 扩展阅读
- 維基物種上的相關：高山猪殃殃